# 加拉霍奈国家公园
加拉霍奈国家公园（西班牙語：Parque nacional de Garajonay）位于西班牙加那利群岛戈梅拉岛中北部，于1981年成为国家公园，于1986年列入联合国教科文组织世界遗产。占地面积40平方公里，延伸到岛上每个市镇。
公园以岛的最高点加拉霍奈命名，海拔1,484米，还包括一个海拔为790-1,400米小高原。
公园是照叶林的典型代表，这是一种亚热带湿润森林，覆盖几乎整个欧洲以及亚速尔群岛和马德拉群岛。亚速尔月桂和加那利月桂都可以在公园里找到。加拉霍奈国家公园包括了几个不同种类的森林。北部的照叶林山谷是最湿润和受保护区域，是一个热带雨林，树木种类丰富，那里有最高大的月桂树。海拔高的地方由于风吹日晒，树木品种相对少一些。南部的森林主要是山毛榉和石楠的混合树种，以适应不太潮湿的气候。
国家公园的其它景点为巨型岩石。这些都是以前的火山，其形状已经侵蚀。徒步是岛上主要的旅游活动之一，公园里遍布小径。
许多物种是岛屿特有的，并还有丰富的林下植物、无脊椎动物、鸟类和蝙蝠，其中包括一些特有物种。
2012年，火灾烧毁了公园部分地区。

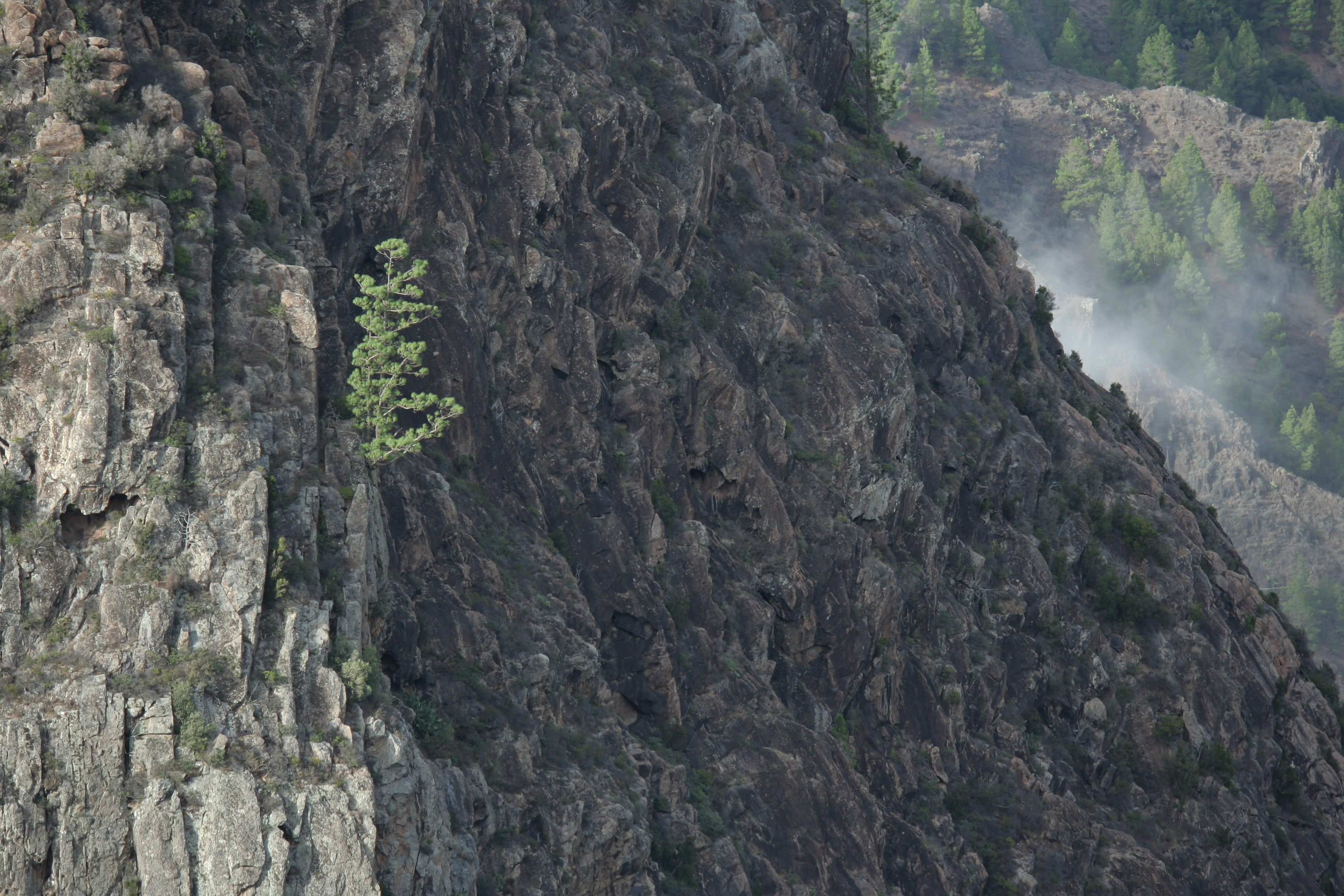
«Roque Ojila»
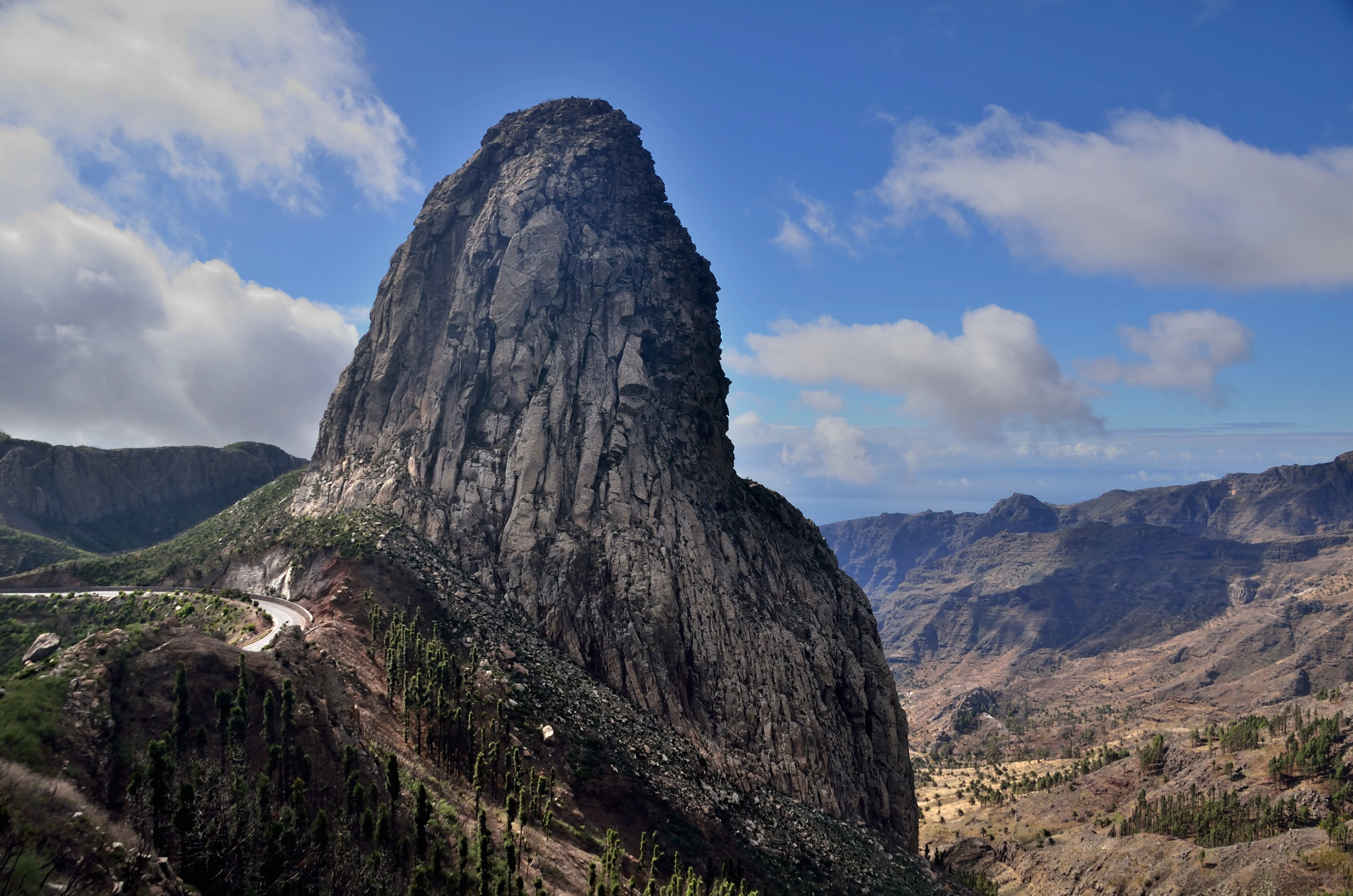
«Roque de Agando»
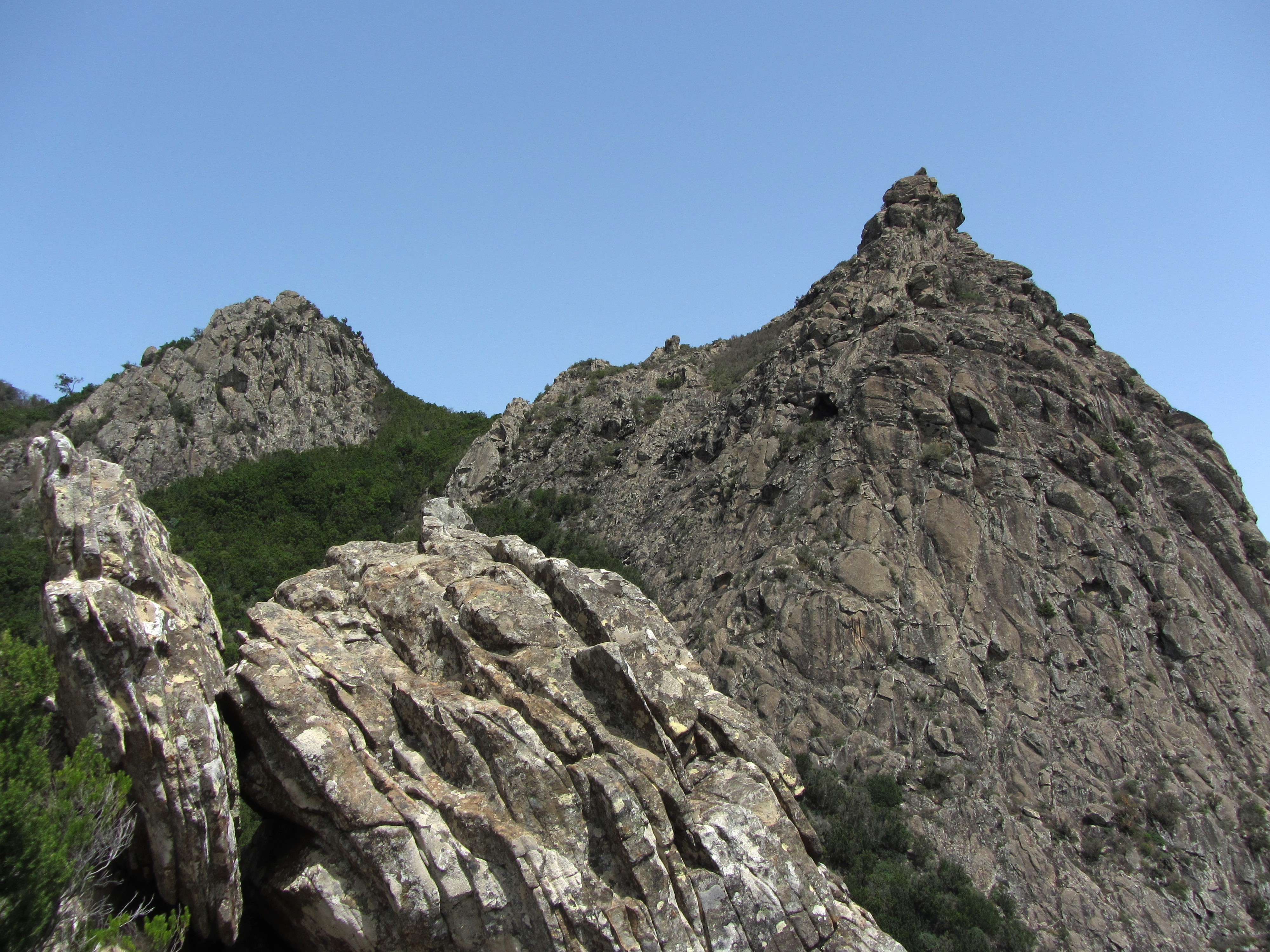
«Roque de La Zarcita»